# Le Mas-d'Agenais
Le Mas-d'Agenais är en kommun i departementet Lot-et-Garonne i regionen Nouvelle-Aquitaine i sydvästra Frankrike. Kommunen ligger i kantonen Le Mas-d'Agenais som tillhör arrondissementet Marmande. År 2022 hade Le Mas-d'Agenais 1 486 invånare.

## Befolkningsutveckling
Antalet invånare i kommunen Le Mas-d'Agenais
| Referens: INSEE |